# مجموعه جنگلی دونگ فایا ین–خائو یای
مجموعه جنگلی دونگ فایا ین–خائو یای (انگلیسی: Dong Phayayen–Khao Yai Forest Complex) یک میراث جهانی یونسکو در تایلند است. این مجموعه شامل پنج منطقه حفاظت‌شده در کوه‌های دونگ فایا ین و رشته‌کوه سانکامپائنگ است که عبارت‌اند از پارک ملی خوا یای، پارک ملی تپ لان، پارک ملی پانگ سیدا، پارک ملی تا فَرایا و پناهگاه حیات وحش دونگ یای. این مکان در سال ۲۰۰۵ در فهرست میراث جهانی ثبت شد.
مجتمع جنگلی دونگ فایا ین–خوا یای به طول ۲۳۰ کیلومتر (۱۴۰ مایل) از پارک ملی تا فَرایا در شرق، در مرز کامبوج، تا پارک ملی خوا یای در غرب امتداد دارد. این منطقه زیستگاه بیش از ۸۰۰ گونه جانوری است، از جمله ۱۱۲ گونه پستاندار (که دو گونه از آن‌ها میمون درازدست هستند)، ۳۹۲ گونه پرنده و ۲۰۰ گونه خزنده و دوزیست. این منطقه از نظر حفاظت از گونه‌های جانوری در معرض تهدید جهانی از اهمیت بین‌المللی برخوردار است، به‌طوری‌که ۱۹ گونه از آن‌ها در وضعیت آسیب‌پذیر، ۴ گونه در معرض خطر و یک گونه به‌شدت در معرض خطر قرار دارند. این منطقه دارای اکوسیستم‌های جنگلی استوایی ارزشمند و گسترده‌ای است که می‌تواند زیستگاه پایداری برای بقای طولانی‌مدت این گونه‌ها فراهم کند.
بااین‌حال، ادامه قطع غیرقانونی درختان رز سیامی و گسترش جاده‌ها که خطر نفوذ به منطقه حفاظت‌شده را افزایش می‌دهد، موجب شد که کمیته میراث جهانی نسبت به احتمال تنزل این سایت به فهرست «میراث جهانی در خطر» هشدار دهد. در چهل‌ویکمین نشست این کمیته در ژوئیه ۲۰۱۷، از تلاش‌های تایلند در مقابله با قطع غیرقانونی و تجارت رز سیامی تقدیر شد، اما همچنان نگرانی‌هایی دربارهٔ پروژه‌های زیرساختی وجود داشت که می‌توانستند تأثیر منفی بر سایت داشته باشند. بااین‌که این منطقه همچنان در فهرست میراث جهانی باقی مانده است، کمیته قصد داشت در چهل‌وچهارمین نشست خود در سال ۲۰۲۰ وضعیت اقدامات حفاظتی این کشور را مجدداً بررسی کند.
در مارس ۲۰۱۷، دومین جمعیت شناخته‌شده تولیدمثلی ببر هندوچینی در این منطقه حفاظت‌شده تأیید شد.